# Yavapai Museum of Geology
Le Yavapai Museum of Geology, Yavapai Geology Museum ou musée de géologie de Yavapai, est un musée américain dans le comté de Coconino, en Arizona. Situé au sein du parc national du Grand Canyon, il est dédié par le National Park Service à la présentation à ses visiteurs de la géologie de la région du Grand Canyon.
Le musée géotouristique occupe un bâtiment construit en 1928 pour servir de point de vue panoramique sur le Grand Canyon, qu'il surplombe depuis son bord méridional, le South Rim. Bâti dans le style rustique du National Park Service, il est originellement considéré comme un trailside museum et est d'ailleurs d'abord appelé Yavapai Point Trailside Museum puis Yavapai Observation Station.